# جوديث ريسنيك
جوديث ريسنيك (بالإنجليزية: Judith Arlene Resnik)‏ (5 أبريل 1949 - 28 يناير 1986) مهندسة كهربائية أمريكية، ومهندسة برمجيات، ومهندسة طبية، وطيارة، ورائدة فضاء في وكالة ناسا. توفيت بعد انفجار مكوك الفضاء «تشالنجر» أثناء انطلاق المهمة. إس تي إس - 51- إل. كانت «ريسنيك» ثاني امرأة أمريكية ورابع امرأة حول العالم تصعد للفضاء، إذ قضت 145 ساعة في مدارات الفضاء. تعَد أيضًا أول يهودية أمريكية تصعد للفضاء، وأول يهودية على الإطلاق تصعد للفضاء. أطلق اسمها على جائزة آي إي إي إي لهندسة الفضاء تكريما لها.
خططت «ريسنيك» من البداية لتكون عازفة بيانو، ولكنها رفضت الالتحاق بمدرسة «جوليارد» للموسيقى، واختارت بدلاً من ذلك الدراسة في جامعة كارنيجي ميلون، بعد أن أصبحت -في ذلك الوقت- واحدة من 16 امرأة تحصل على الدرجة الكاملة في اختبار «السات» في تاريخ الولايات المتحدة. تخرجت من قسم الهندسة الكهربائية بجامعة كارنيجي ميلون، ثم حصلت الدكتوراه في الهندسة الكهربائية من جامعة ماريلاند. عرفت بـ«ذكائها الفكري» منذ أن كانت طفلة. عملت لصالح (أر سي أي) مهندسة في مشاريع الصواريخ والرادار التابعة لناسا، وعملت كبيرة مهندسي النظم في شركة زيروكس، ونشرت أبحاثًا حول الدوائر المتكاملة ذات الأغراض الخاصة قبل أن تعينها ناسا اختصاصية بعثات وهي في سن 28. أثناء التدرب في برامج رواد الفضاء، طورت برامج تشغيل وإجراءات لبعثات ناسا. كانت أيضًا رائدة، وقدمت مساهمات بحثية في مجال الهندسة الطبية الحيوية بصفتها أستاذة باحثة في الهندسة الطبية الحيوية في المعاهد الوطنية للصحة.

## حياتها المبكرة
ولدت «جوديث ريسنيك» في عام 1949 لوالدتها سارة ووالدها مارفين، في مدينة أكرون، التابعة لولاية أوهايو. كان والدها يتقن ثماني لغات، وخدم في الجيش في سلاح الاستخبارات العسكرية والاستطلاع الجوي خلال الحرب العالمية الثانية في مسرح حرب المحيط الهادئ. كان والداها من المهاجرين اليهود من أوكرانيا، (هاجر والدها عبر إسرائيل). نشأت في منزل يهودي ملتزم، في عائلة من أصل حاخامي. في نهاية كل أسبوع؛ كانت تدرس في المدرسة العبرية، وتحتفل بالـ «بت ميتزفاه». انفصل والداها وهي في سن المراهقة، ما ترتب على ذلك، أن قدمت «جوديث ريسنيك» دعوى قضائية تطلب بانتقال حضانتها من والدتها إلى والدها، الذي كانت قريبة إليه بشكل خاص.
لوحظت «جوديث ريسنيك» بسبب «ذكائها الفكري» وهي ما تزال في رياض الأطفال، وقد التحقت بالمدرسة الابتدائية في سن مبكرة بالنسبة لأقرانها. ظهر تميزها في مدرسة فايرستون الثانوية، إذ تفوقت في الرياضيات واللغات وعزف البيانو الكلاسيكي. تخرجت بصفتها طالبة متفوقة بعد حصولها على المرتبة الثانية. وقد خططت لتصبح عازفة بيانو محترفة نظرا لعزفها على البيانو الكلاسيكي بـ «أكثر من طريقة فنية بارعة». وعندما سئلت عن حدتها في عزف البيانو؛ أجابت «أنا لا ألعب أي شيء برفق على الإطلاق». قبل الكلية، حصلت على الدرجة الكاملة في امتحان «السات»، وهي المرأة الوحيدة في بلدها تحقق ذلك في سنها، وواحدة من بين 16 امرأة حققن ذلك على الإطلاق في ذلك الوقت.
حصلت «جوديث ريسنيك» على فرصة لدراسة البيانو الكلاسيكي في مدرسة «جوليارد»، لكن بعد تلقيها عروضا عديدة من الجامعات من جميع أنحاء البلاد، اختارت بدلاً من ذلك دراسة الرياضيات في جامعة كارنيجي ميلون. التحقت بجامعة كارنيجي ميلون في سن 17، وكانت واحدة من عدد قليل من الطالبات في الجامعة. نمى شغفها بالهندسة الكهربائية في عامها الثاني في جامعة كارنيجي، واكتشفت اهتمامها بـ«الجوانب العملية للعلوم» بعد حضور محاضرات مع صديقها وزوجها المستقبلي، مايكل أولداك الذي كان يدرس الهندسة. قال أولدك «كانت عبقريةً في الرياضيات، ولكن في مرحلة فقدت شغفها بما تدرسه في الرياضيات، وأرادت شيئاً أكثر واقعية، فحولت دراستها لدراسة الهندسة الكهربائية». حصلت على شهادة البكالوريوس في الهندسة الكهربائية عام 1970. كان عميد كلية كارنيجي ميلون للهندسة «البروفيسور أنجيل ج. جوردان» المرشد والمشرف عليها. في عام 1977 حصلت على الدكتوراه مع مرتبة الشرف في الهندسة الكهربائية من جامعة ماريلاند.

## حياتها المهنية
عملت «ريسنيك» بعد التخرج من جامعة كارنيجي ميلون مهندسة تصميم في مشاريع الصواريخ والرادار لصالح (أر سي أي )، وقد فازت بجائزة برنامج الدراسات العليا. أجرت تصميم دائرة كهربائية لانقسام الصواريخ والرادارت السطحية. وعملت مع ناسا أثناء عملها في (آر سي أي) على بناء دوائر متكاملة مخصصة لأنظمة التحكم بالرادارت ذات المصفوفة المرحلية، وطورت الإلكترونيات والبرامج اللازمة لبرامج ناسا الخاصة بأنظمة الصواريخ والقياس عن بُعد. وقد استرعت ورقة أكاديمية كتبتها حول الدوائر المتكاملة ذات الأغراض الخاصة انتباه ناسا خلال هذا الوقت.
أوهلت «ريسنيك» طيارا محترفا عام 1977 في أثناء حصولها على الدكتوراه، بعد تحقيقها لدرجات نهائية تقريبًا في امتحاناتها للطيران (100% و 98%). بعد انضمامها إلى ناسا، قادت طيران المركبة (تالون نورثروب تي 38  Northrop T-38 Talon). وقد وصفها رائد الفضاء «جيروم أبت» بأنها «ممتازة وقائدة رائعة في الفضاء».
في أثناء عملها للحصول على الدكتوراه، عملت «ريسنيك» أيضًا أستاذة باحثة في الهندسة الطبية الحيوية في مختبر الفيزيولوجيا العصبية في المعاهد الوطنية للصحة. ومهندسة في الطب الحيوي، بحثت «ريسنيك» في فسيولوجيا النظم البصرية. نشرت في عام 1978 مقالة أكاديمية تتعلق بالهندسة الطبية الحيوية لقياس البصريات «مقاييس المطياف الضوئي سريع المسح واستخدامه في قياس مسارات المنتجات الضوئية للأرجوان البصريّ وقياس الحركة في شبكية الضفادع». وعملت أيضا كبيرة مهندسي النظم في شركة زيروكس لتطوير المنتجات.

## حياتها الشخصية
تزوجت «ريسنيك» من مايكل أولدك في عام 1970، زميلها في كلية الهندسة في جامعة كارنيجي ميلون. انفصلا عام 1975 وظلا على تواصل جيد. أثناء وجودهما في الجامعة، كانت «ريسنيك» عضواً في (تاو بيتا بي) و(ألفا إبسيلون في). كانت طباخة ذواقة، وقائدة سيارات؛ إذ شاركت عدة مرات مع صديقها في سباقات السيارات الرياضية.

## ريادة الفضاء
شاركت في المهمات الفضائية:
- STS-41-D
- STS-51-L.

## التعليم
تعلمت في جامعة كارنيجي ميلون

## جوائز
حصلت على جوائز منها:
- Congressional Space Medal of Honor
- Ohio Women's Hall of Fame.

## روابط خارجية
- جوديث ريسنيك على موقع IMDb (الإنجليزية)
- جوديث ريسنيك على موقع الموسوعة البريطانية (الإنجليزية)
- جوديث ريسنيك على موقع إن إن دي بي (الإنجليزية)
- جوديث ريسنيك على موقع قاعدة بيانات الفيلم (الإنجليزية)